# Nslookup

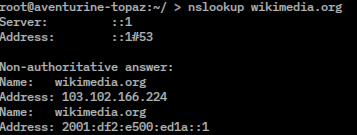
Polecenie nslookup odnoszące się do strony wikipedia.org, użyte w systemie Linux

nslookup – polecenie systemów Windows i Linux służące do wyszukiwania szczegółowych informacji odnoszących się do serwerów DNS, takich jak adres IP poszczególnych komputerów, nazwa domeny czy przypisane aliasy. Nazwa oznacza z angielskiego name server lookup.

## Składnia polecenia
nslookup [-podpolecenie...] [{poszukiwany_komputer | -serwer}]

## Podpolecenia
- exit
- finger
- help
- ls
- lserver
- root
- server
- set
- set all
- set class
- set d2
- set debug
- set defname
- set domain
- set ignore
- set port
- set querytype
- set recurse
- set retry
- set root
- set search
- set srchlist
- set timeout
- set type
- set vc
- view

## Przykład użycia
```
$ nslookup pl.wikipedia.org
Server:  UnKnown
Address:  192.168.1.1
Non-authoritative answer:
Name:  rr.knams.wikimedia.org
Addresses:  91.198.174.192
Aliasses: pl.wikipedia.org, rr.wikimedia.org
```

### Interpretacja wyników
Dwie pierwsze linie (pod poleceniem) są informacją o serwerze wykonującym polecenie nslookup, a trzy ostatnie mówią użytkownikowi o adresie IP, nazwie serwera i aliasach serwera który sprawdzał.